# Faux-la-Montagne
Faux-la-Montagne är en kommun i departementet Creuse i regionen Nouvelle-Aquitaine i de centrala delarna av Frankrike. Kommunen ligger i kantonen Gentioux-Pigerolles som tillhör arrondissementet Aubusson. År 2022 hade Faux-la-Montagne 448 invånare.

## Befolkningsutveckling
Antalet invånare i kommunen Faux-la-Montagne
Referens:INSEE